# QSO B0222+185
QSO B0222+185 plus connue sous le nom de QSO J0225+1846 est un lointain blazar radio-bruyant connu pour son immense jet de matière visible dans le domaine des rayons X. QSO B0222+185 se situe dans la constellation du Bélier à plus de 7 milliards d'années-lumière,,.

## Découverte
QSO B0222+185 a été découvert par le CGRaBS lors d'une étude radio à haute fréquence (24 et 43 GHz).,

## Caractéristiques

### Émission de QSO B0222
Ce blazar est responsable d'une multi-émission dans les domaines des ondes radio, rayons X, infrarouge et les rayons gamma.

### Signal de QSO B0222
Selon le CGRaBS le signal de QSO B0222+185 est polarisé. Lorsque le signal est polarisé cela signifie que l'objet émetteur est un intense champ magnétique. L'étude faite par le CGRaBS a permis de mettre en évidence le puissant champ magnétique de QSO B0222+185 (1015 tesla).

### Jet de QSO B0222
QSO B0222+185 possède un jet de matière visible dans le domaine des rayons X, ce jet n'a pas encore été expliqué,.

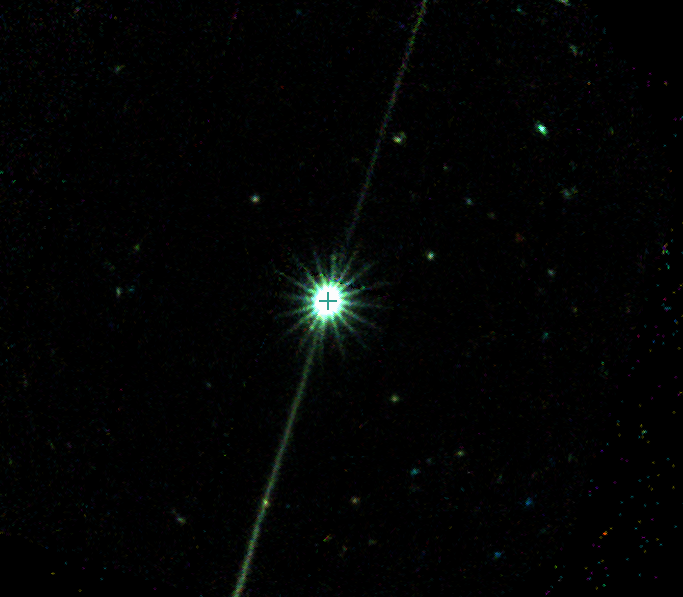
Image de QSO B0222+185
prise par le XMM-Newton